# Danafungia scruposa
Espèce

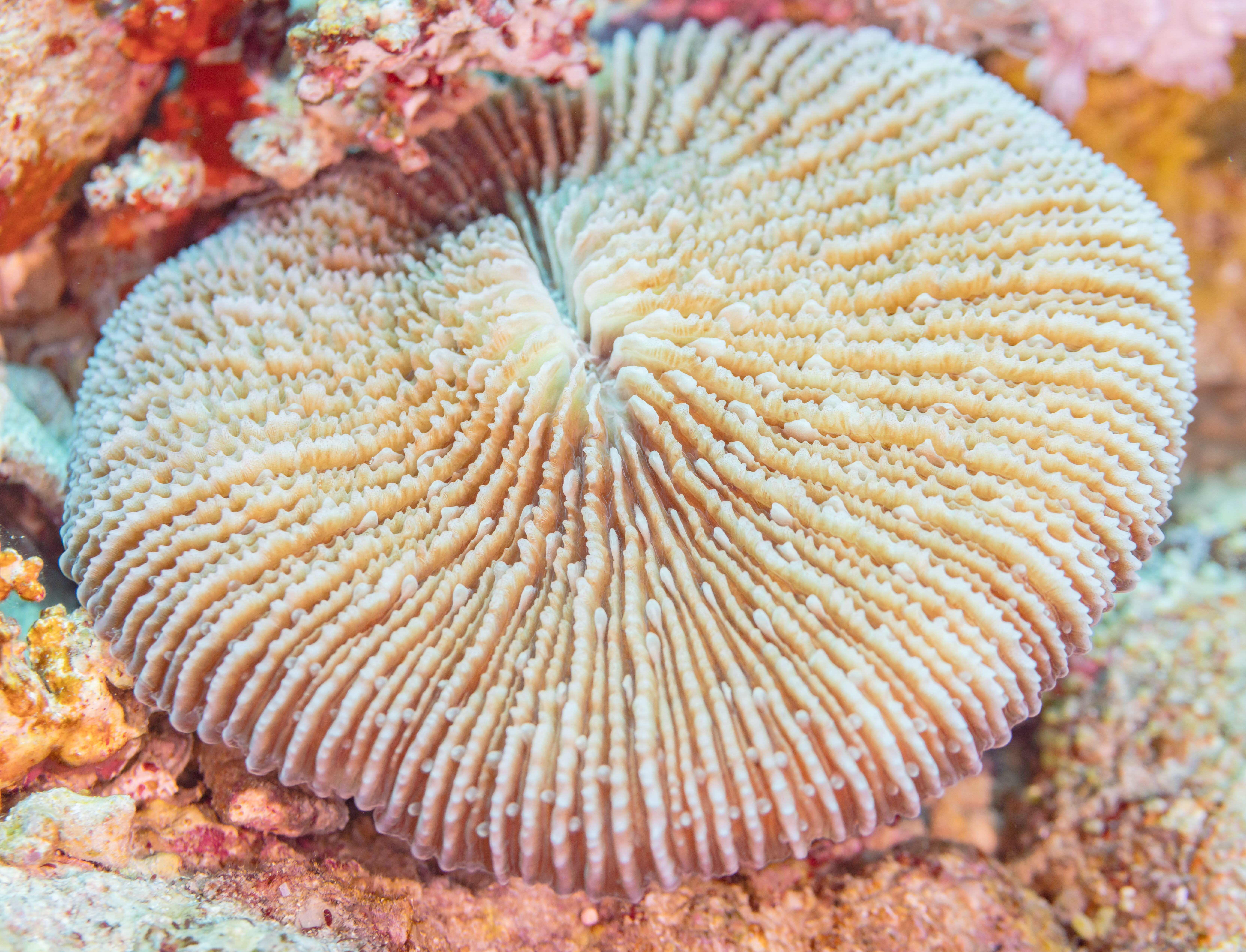
Danafungia scruposa en mer Rouge. Avril 2023.

Danafungia scruposa est une espèce de coraux appartenant à la famille des Fungiidae.